# اس‌اس پنسیلوانیا (۱۸۷۲)
اس‌اس پنسیلوانیا (۱۸۷۲) (به انگلیسی: SS Pennsylvania (1872)) یک کشتی بود که طول آن 343-355 ft بود. این کشتی در سال ۱۸۷۲ ساخته شد.